# Font Vella (aigua)
Font Vella és una marca embotelladora d'aigua mineral natural, propietat de Aguas Danone SA, una societat del Grup Danone.
L'aigua procedeix de la deu Sacalm de Sant Hilari Sacalm (la Selva) on també és envasada. L'aigua Font Vella del manantial Font Vella és de mineralització feble i està indicada per a dietes pobres en sodi i la preparació d'aliments infantils.
També comercialitza Font Vella Gas, que procedeix de la deu de Cutamilla dins el paratge de Fontemilla, al municipi de Sigüenza, província de Guadalajara.

## Font Vella Gas
La deu de Cutamilla va ser adquirida per la llavors empresa Font Vella SA el 2002, i va començar a fer servir la seva aigua per comercialitzar-la sota la mateixa denominació i envasat que la de la planta de Sant Hilari Sacalm. La diferent mineralització entre ambdues fonts i el fet que no s'hi indiqués la diferent procedència va ser causa d'una denúncia contra l'embotelladora. Destacava que la deu Sigüenza té un 133% més d'hidrogencarbonats, un 116% més de sulfats, un 45% més de clorurs, un 148% més de calci, un 264% més de magnesi i un 61% menys de sodi que l'aigua procedent del brollador Font Vella.
El març de 2021, un cop finalitzada l'absorció de Font Vella SA per part d'Aguas Danone, es va llençar al mercat Font Vella Gas exclusivament amb aigua de Sigüenza, tal com s'indica a l'envàs.

## Composició química
Composició química deu Font Vella 

| Tipo              | Quantitat |
| ----------------- | --------- |
| Hidrogencarbonats | 167 mg/l  |
| Sulfats           | 18,9 mg/l |
| Clorurs           | 11,4 mg/l |
| Calci             | 43,2 mg/l |
| Magnesi           | 11,5 mg/l |
| Sodi              | 12,3 mg/l |
| Conductivitat     | 303 μS/cm |

|  |

Composició química de la deu de Cutamilla
| Tipo              | Quantitat |
| ----------------- | --------- |
| Hidrogencarbonats | 315 mg/l  |
| Sulfats           | 25 mg/l   |
| Clorurs           | 10 mg/l   |
| Calci             | 83 mg/l   |
| Magnesi           | 24 mg/l   |
| Sodi              | 4,7 mg/l  |
| Conductivitat     | 515 μS/cm |

## Ampolla

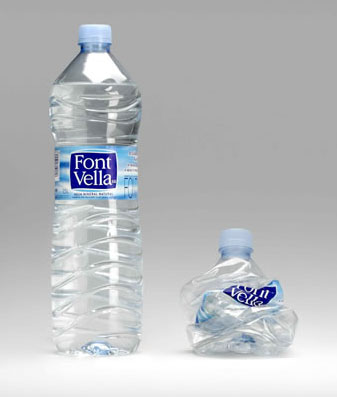
Ampolla Font Vella.

Aquesta sèrie de botelles d'aigua mineral fabricada amb plàstic PET, que produeix des de 1998, introdueix al seu disseny un sistema de reducció que fa que buida ocupi una quarta part del volum. És considerat una peça de disseny i ha rebut alguns premis.
L'envàs de plàstic té una forma cilíndrica amb estries helicoides que configuren una mena de fus retorçat. Les estries constitueixen aquells punts dèbils que cediran en el moment d'exercir una pressió suficient per la part superior, disseny que permet variar el comportament del material quan l'ampolla és plena i quan és buida, de manera que es facilita el descartament dels envasos per part de l'usuari.

## Polèmiques
La negativa de l'empresa per incloure el català a l'etiquetatge va suscitar una gran controvèrsia entre els consumidors de Catalunya. El 2010, després que Aigua de Viladrau fes el pas, la Plataforma per la Llengua denunciava que Font Vella es convertia en l'única marca significativa d'aigües minerals embotellades a Catalunya que no etiquetava en català. Fins al 2013 no havia adaptat cap envàs als drets del consumidor inclosos a l'article 128-1 de la Llei del Codi de Consum de Catalunya del 2010. L'estiu del 2013 ho va fer en una edició limitada de l'ampolla de 50 cl sorgida dels dissenys de la campanya ‘Set de Viure' venuda només en bars i màquines expenedores. No va adaptar la resta de productes i posteriorment (2014) va abandonar l'etiquetatge en català un cop acabada la campanya.